# 1961 w muzyce
Wydarzenia muzyczne w 1961 roku.

## Wydarzenia
- 21 stycznia – Bob Dylan autostopem przybywa do Nowego Jorku
- od 25 do 27 sierpnia odbył się w Sopocie pierwszy Międzynarodowy Festiwal Piosenki.
- 30 września – Bob Dylan po raz pierwszy nagrywa w studiu; gra na harmonijce na albumie Carolyn Hester
- 26 października – Bob Dylan podpisuje kontrakt z firmą Columbia
- 20 listopada i 22 listopada – pierwsza sesja nagraniowa Boba Dylana dla Columbii. Jej plonem będzie pierwszy album artysty Bob Dylan.
- Zaczynają muzyczną karierę:
  - Helena Majdaniec
  - Gladys Knight
  - Bob Dylan
- Powstały zespoły:
  - Niebiesko-Czarni
  - The Rolling Stones
  - The Temptations
  - The Beach Boys

## Urodzili się
- 5 stycznia – Piotr Baron, polski saksofonista jazzowy, kompozytor i pedagog
- 13 stycznia – Graham McPherson, angielski piosenkarz, kompozytor, aktor, prezenter telewizyjny i radiowy, muzyk zespołu Madness
- 16 stycznia
  - Paul Raven, brytyjski muzyk rockowy, basista, członek zespołów: Ministry, Killing Joke, Prong i Godflesh (zm. 2007)
  - Hajrudin Varešanović, bośniacki wokalista zespołu Hari Mata Hari
- 18 stycznia
  - Jacek Niedziela-Meira, polski kompozytor i kontrabasista jazzowy, pedagog
  - Wojciech Niedziela, polski pianista jazzowy, kompozytor
- 22 stycznia – Daniel Johnston, amerykański piosenkarz, rysownik i autor tekstów (zm. 2019)
- 26 stycznia
  - Gabriel Dušík, słowacki muzyk, kompozytor, piosenkarz i autor tekstów
  - Neil Taylor, angielski muzyk rockowy; gitarzysta, wokalista i kompozytor, znany z wieloletniej współpracy z Robbie Williamsem
- 27 stycznia – Gillian Gilbert, angielski gitarzysta i klawiszowiec zespołu New Order
- 7 lutego – Jacek Grudzień, polski kompozytor
- 8 lutego – Vince Neil, amerykański wokalista zespołu Mötley Crüe
- 11 lutego – Joanna Zagdańska, polska piosenkarka popowa i jazzowa
- 13 lutego – Henry Rollins, amerykański wokalista rockowy, poeta, pisarz, aktor, wydawca
- 14 lutego – D’Wayne Wiggins, amerykański piosenkarz R&B, gitarzysta i producent (zm. 2025)
- 16 lutego – Andy Taylor, angielski gitarzysta zespołu Duran Duran
- 22 lutego – Akira Takasaki, japoński muzyk metalowy, kompozytor, wokalista, multiinstrumentalista, wirtuoz gitary
- 26 lutego – Eugeniusz „Siczka” Olejarczyk, polski gitarzysta i wokalista, lider zespołu KSU
- 28 lutego – Krzysztof „Koben” Grela, polski perkusista rockowy, członek grupy Siekiera (zm. 1992)
- 1 marca – Mirosław Czyżykiewicz, polski pieśniarz, gitarzysta, poeta, kompozytor, artysta grafik
- 2 marca – Sara Mingardo, włoska śpiewaczka (kontralt)
- 5 marca – Marcelo Peralta, argentyński muzyk jazzowy (zm. 2020)
- 7 marca – Warrel Dane, amerykański wokalista, członek zespołów Sanctuary i Nevermore, autor tekstów (zm. 2017)
- 8 marca – Mark Padmore, brytyjski śpiewak klasyczny (tenor), wykonawca muzyki dawnej
- 10 marca – Roman Perucki, polski organista, pedagog, profesor zwyczajny, działacz kultury
- 15 marca
  - Fabio Biondi, włoski skrzypek i dyrygent, założyciel zespołu Europa Galante
  - Piotr Grella-Możejko, polski kompozytor, literaturoznawca, tłumacz, grafik i publicysta
- 17 marca – Alexander Bard, szwedzki muzyk, artysta i filozof kultury
- 18 marca
  - Grant Hart, amerykański muzyk rockowy (zm. 2017)
  - Hanna Kulenty, polska kompozytorka
- 22 marca – Robert Janowski, polski piosenkarz, kompozytor, poeta, aktor, dziennikarz radiowy i prezenter telewizyjny
- 23 marca – Eivind Aarset, norweski gitarzysta jazzowy
- 25 marca – Makoto Ozone, japoński pianista jazzowy
- 27 marca – Tak Matsumoto, japoński gitarzysta rockowej grupy B’z
- 28 marca – Carol Arnauld, francuska piosenkarka i autorka tekstów (zm. 2022)
- 30 marca – Tina May, angielska wokalistka jazzowa (zm. 2022)
- 2 kwietnia
  - Jaromir Gajewski, polski kompozytor i pedagog
  - Dian Pramana Poetra, indonezyjski piosenkarz (zm. 2018)
  - Keren Woodward, brytyjska wokalistka zespołu Bananarama
- 11 kwietnia – Vincent Gallo, amerykański aktor, producent filmowy, kompozytor, reżyser, scenarzysta, autor tekstów piosenek, wokalista i model
- 12 kwietnia – Lisa Gerrard, australijska wokalistka i kompozytorka
- 15 kwietnia – Jacek Chruściński, polski muzyk, gitarzysta basowy, kompozytor i aranżer
- 16 kwietnia – Doris Dragović, chorwacka piosenkarka i autorka piosenek
- 17 kwietnia – Rebecca Luker, amerykańska aktorka i piosenkarka broadwayowa (zm. 2020)
- 19 kwietnia – Vonny Sumlang, właśc. Ivone Agnes Sumlang, indonezyjska piosenkarka
- 20 kwietnia – Eva Urbanová, czeska śpiewaczka operowa (sopran)
- 22 kwietnia – Alo Mattiisen, estoński kompozytor (zm. 1996)
- 25 kwietnia – Truls Mørk, norweski wiolonczelista
- 4 maja – Monika Rosca, polska pianistka i aktorka dziecięca
- 5 maja – Marek Kapłon, polski muzyk rockowy, perkusista
- 6 maja – Patty Ryan, niemiecka piosenkarka euro disco (zm. 2023)
- 15 maja
  - Aleksiej Karabanow, rosyjski muzyk wojskowy i dyrektor w rosyjskiej marynarce wojennej
  - Maciej Próchnicki, polski muzyk rockowy, perkusista (zm. 2004)
- 17 maja – Enya, właśc. Eithne Patricia Ní Bhraonáin, irlandzka wokalistka
- 19 maja – Ronan Hardiman, irlandzki kompozytor
- 21 maja
  - Jarosław Jaromi Drażewski, polski muzyk, kompozytor, gitarzysta rockowy, bluesowy i jazzowy
  - Maciej Talaga, polski muzyk i kompozytor (zm. 2023)
- 25 maja – Robert Brylewski, polski muzyk rockowy (zm. 2018)
- 28 maja – Andrzej Dobber, polski śpiewak operowy (baryton)
- 29 maja – Melissa Etheridge, amerykańska piosenkarka rockowa
- 1 czerwca – Peter Machajdík, słowacki kompozytor i artysta dźwiękowy
- 2 czerwca
  - Dez Cadena, amerykański wokalista i gitarzysta punkrockowy
  - Maciej Sobczak, polski skrzypek, profesor sztuk muzycznych
- 5 czerwca – Adam Abeshouse, amerykański inżynier dźwięku, producent muzyczny, skrzypek (zm. 2024)
- 6 czerwca – Tom Araya, chilijski wokalista i basista zespołu Slayer
- 8 czerwca – Katy Garbi, grecka piosenkarka
- 10 czerwca – Kim Deal, amerykańska gitarzystka i basistka rockowa, muzyk zespołu Pixies
- 12 czerwca
  - Kira Roessler, amerykańska punkrockowa gitarzystka basowa
  - Janusz Siadlak, polski dyrygent, chórmistrz
- 14 czerwca
  - Boy George, brytyjski wokalista irlandzkiego pochodzenia, lider zespołu Culture Club
  - Dušan Kojić, serbski muzyk rockowy, kompozytor, wokalista
- 18 czerwca – Alison Moyet, brytyjska wokalistka i autorka tekstów
- 19 czerwca – Fred Rister, francuski kompozytor i producent muzyczny (zm. 2019)
- 21 czerwca – Manu Chao, hiszpański muzyk
- 22 czerwca – Jimmy Somerville, szkocki piosenkarz
- 23 czerwca – Suba, właśc. Mitar Subotić, serbski muzyk i kompozytor (zm. 1999)
- 24 czerwca – Curt Smith, brytyjski piosenkarz, basista, klawiszowiec i producent nagrań; muzyk duetu Tears for Fears
- 26 czerwca
  - Terri Nunn, amerykańska piosenkarka i aktorka
  - Maria Pomianowska, polska instrumentalistka, wokalistka i pedagog
- 28 czerwca – Izabela Łabuda, polska śpiewaczka operowa (sopran)
- 1 lipca – Małgorzata Zwierzchowska, polska piosenkarka i flecistka (zm. 2013)
- 6 lipca – Robert Heaton, brytyjski muzyk, członek zespołu New Model Army (zm. 2004)
- 7 lipca – Krzysztof Ostasiuk, polski wokalista rockowy (zm. 2002)
- 8 lipca
  - Andrew Fletcher, angielski basista i keyboardzista, współzałożyciel i członek zespołu Depeche Mode (zm. 2022)
  - Toby Keith, amerykański piosenkarz country, autor piosenek, aktor i producent nagrań (zm. 2024)
- 12 lipca – John Stabb, amerykański muzyk punkowy, wokalista zespołu Government Issue (zm. 2016)
- 14 lipca – Unsuk Chin, koreańska kompozytorka
- 15 lipca
  - Michał Kochmański, polski perkusista, muzyk zespołu RSC
  - Damir Martinović, chorwacki wokalista i basista zespołu Let 3
- 17 lipca – Guru, właśc. Keith Edward Elam, amerykański raper (zm. 2010)
- 23 lipca – Martin Gore, angielski gitarzysta i klawiszowiec, członek zespołu Depeche Mode
- 25 lipca – Bobbie Eakes, amerykańska aktorka telewizyjna i piosenkarka
- 26 lipca – Keiko Matsui, japońska pianistka i kompozytorka jazzowa
- 28 lipca – Dedi Graucher, izraelski piosenkarz muzyki żydowskiej (zm. 2023)
- 5 sierpnia – Mykoła Diadiura, ukraiński dyrygent
- 7 sierpnia – Carlos Vives, kolumbijski piosenkarz, kompozytor, aktor
- 14 sierpnia – Maciej Maleńczuk, polski wokalista, gitarzysta rockowy, poeta
- 15 sierpnia – Kai Bumann, niemiecki dyrygent i pedagog, dyrektor artystyczny Filharmonii Bałtyckiej (2008–2012) (zm. 2022)
- 16 sierpnia – Edward Wolanin, polski pianista i pedagog
- 19 sierpnia – Zbigniew Krzywański, polski gitarzysta i kompozytor
- 23 sierpnia – Alexandre Desplat, francuski kompozytor muzyki filmowej
- 24 sierpnia – Mark Bedford, brytyjski muzyk, basista i kompozytor brytyjskiego zespołu ska poprockowego Madness
- 25 sierpnia – Billy Ray Cyrus, amerykański piosenkarz country, muzyk i aktor
- 26 sierpnia – Daniel Lévi, francuski wokalista, pianista, kompozytor i autor tekstów piosenek (zm. 2022)
- 27 sierpnia – Yolanda Adams, amerykańska wokalistka gospelowa
- 1 września – Arabinda Muduli, indyjski muzyk i piosenkarz (zm. 2018)
- 2 września – Hasmik Papian, ormiańska śpiewaczka operowa (sopran)
- 5 września
  - Marc-André Hamelin, kanadyjski pianista i kompozytor
  - Sal Solo, brytyjski wokalista, gitarzysta, klawiszowiec i producent muzyczny
- 6 września
  - Richard Müller, słowacki piosenkarz, kompozytor i autor tekstów
  - Paul Waaktaar-Savoy, norweski muzyk, wokalista i gitarzysta zespołu A-ha
- 7 września
  - LeRoi Moore, amerykański saksofonista Dave Matthews Band (zm. 2008)
  - Maciej Sikała, polski saksofonista tenorowy i sopranowy
- 12 września – Mylène Farmer, francuska piosenkarka popowa
- 13 września – Dave Mustaine, amerykański muzyk thrashmetalowy (Megadeth)
- 14 września – Tomasz Dziubiński, polski muzyk rockowy, prezes i założyciel wytwórni Metal Mind Productions (zm. 2010)
- 21 września
  - Anna Korotkina, białoruska kompozytorka (zm. 2019)
  - Michael Torke, amerykański kompozytor muzyki poważnej
- 23 września – Piotr Biskupski, polski perkusista jazzowy
- 24 września – Pierre Cosso, francuski aktor i piosenkarz pochodzenia algierskiego
- 26 września – Krzysztof Wałecki, polski muzyk rockowy, wokalista, gitarzysta, kompozytor i autor tekstów
- 28 września – Paweł Mścisławski, polski muzyk, były gitarzysta basowy Oddziału Zamkniętego i Lady Pank
- 3 października – Ludger Stühlmeyer, niemiecki kierownik muzyczny, kompozytor i kantor katolicki w Archidiecezji Bambergu
- 4 października
  - Al Barile, amerykański gitarzysta, kompozytor, założyciel bostońskiego zespołu hardcore’owego SSD (zm. 2025)
  - Jon Secada, kubański piosenkarz i autor tekstów, laureat Nagrody Grammy
- 10 października – Jean-Marc Leclercq, francuski piosenkarz, esperantysta
- 11 października – Amr Diab, egipski piosenkarz i muzyk
- 17 października – Janusz Grudziński, polski klawiszowiec i gitarzysta, wieloletni muzyk zespołu Kult (zm. 2023)
- 18 października – Wynton Marsalis, amerykański muzyk jazzowy, trębacz i kompozytor
- 2 listopada – k.d. lang, właśc. Kathryn Dawn Lang, kanadyjska piosenkarka, autorka muzyki i tekstów
- 6 listopada – Craig Goldy, amerykański gitarzysta rockowy, muzyk heavymetalowego zespołu Dio
- 8 listopada – Martin Ďurinda, słowacki wokalista, kompozytor i gitarzysta zespołu muzycznego Tublatanka
- 11 listopada – Mirosław Chachulski, polski wokalista, gitarzysta punkrockowy, autor muzyki i tekstów, członek zespołów Yanko oraz Para Wino (zm. 2023)
- 15 listopada – Damian Holecki, polski piosenkarz, kompozytor, autor tekstów, pianista
- 16 listopada – Corinne Hermès, francuska piosenkarka; reprezentując Luksemburg zwyciężyła Konkurs Piosenki Eurowizji 1983
- 17 listopada – Iis Sugianto, właśc. Kuspuji Istiningdyah, indonezyjska piosenkarka
- 18 listopada – Jan Kuehnemund, amerykańska wokalistka i gitarzystka rockowa, liderka grupy Vixen (zm. 2013)
- 24 listopada – Kuba Sienkiewicz, polski gitarzysta, autor tekstów, lider zespołu Elektryczne Gitary, także lekarz neurolog
- 27 listopada – Mariana Leka, albańska śpiewaczka operowa (mezzosopran)
- 29 listopada – Henryk Czich, polski wokalista, gitarzysta i kompozytor; współzałożyciel zespołu muzycznego Universe
- 6 grudnia – Kazimierz Olechowski, polski skrzypek i pedagog
- 13 grudnia – Francesco Petrozzi, peruwiański śpiewak (tenor liryczny), polityk (zm. 2024)
- 15 grudnia – Nick Beggs, brytyjski muzyk pop, gitarzysta basowy i chapman stick, wokalista zespołu Kajagoogoo
- 17 grudnia – Sara Dallin, brytyjska wokalistka grupy Bananarama
- 18 grudnia – Angie Stone, amerykańska piosenkarka R&B i soul (zm. 2025)
- 19 grudnia – Wojciech Jasiński, polski instrumentalista i kompozytor
- 22 grudnia
  - Dariusz Dusza, polski muzyk rockowy; gitarzysta, kompozytor, autor tekstów
  - Piotr Łojek, polski gitarzysta, gitarzysta basowy i klawiszowiec
- 24 grudnia – Marcin Świetlicki, polski poeta, powieściopisarz, dziennikarz, wokalista zespołu Świetliki
- 25 grudnia – Isabel Soveral, portugalska kompozytorka muzyki współczesnej
- 27 grudnia – Elżbieta Różycka-Przybylak, polska pianistka, kameralistka, pedagog

Data dzienna nieznana
- Ana Bejerano – hiszpańska piosenkarka (zm. 2022)
- Stanisław Głowacz – polski wokalista, poeta i tekściarz (zm. 2025)

## Zmarli
- 21 stycznia – John J. Becker, amerykański kompozytor i dyrygent oraz pedagog (ur. 1886)
- 20 lutego – Percy Grainger, australijski kompozytor i pianista (ur. 1882)
- 3 marca – Paul Wittgenstein, amerykański pianista pochodzenia austriackiego (ur. 1887)
- 8 marca – Thomas Beecham, brytyjski dyrygent (ur. 1879)
- 16 marca – Václav Talich, czeski dyrygent i pedagog muzyczny (ur. 1883)
- 18 marca – Mizzi Günther, austriacka śpiewaczka operetkowa (sopran) i aktorka (ur. 1879)
- 19 marca – Stanisława Argasińska-Choynowska, polska primadonna i śpiewaczka estradowa, pedagog śpiewu (ur. 1888)
- 2 kwietnia – Wallingford Riegger, amerykański kompozytor (ur. 1885)
- 1 maja – Jerzy Stefan, polski skrzypek, dyrygent, pedagog muzyczny (ur. 1905)
- 29 maja – Uuno Klami, fiński kompozytor i pianista (ur. 1900)
- 23 czerwca – Nikołaj Malko, amerykański dyrygent i pedagog pochodzenia rosyjskiego (ur. 1883)
- 14 sierpnia – Guido Alberto Fano, włoski kompozytor, pianista, pedagog i dyrygent (ur. 1875)
- 2 września – Tadeusz Faliszewski, polski śpiewak, aktor kabaretowy, rewiowy i operetkowy, reżyser (ur. 1898)
- 19 września – Maurice Delage, francuski kompozytor (ur. 1879)
- 22 września
  - Carlo Galeffi, włoski śpiewak operowy (baryton) (ur. 1882)
  - Stanisław Kwaśnik, polski kompozytor, dyrygent i pedagog (ur. 1886)
- 23 września – Elmer Diktonius, fiński prozaik i poeta, piszący w języku szwedzkim, krytyk muzyczny i literacki, kompozytor (ur. 1896)
- 24 września – Iwo Wesby, polski i amerykański kompozytor i dyrygent pochodzenia żydowskiego (ur. 1902)
- 5 października – Booker Little, amerykański trębacz i kompozytor jazzowy (ur. 1938)
- 11 października – Józef Kromolicki, polski kompozytor muzyki poważnej (ur. 1882)
- 20 października – Sylvia Rexach, portorykańska piosenkarka, scenarzystka, kompozytorka i poetka (ur. 1922)[1]
- 3 listopada – Henri Hirschmann, francuski kompozytor operetkowy (ur. 1872)
- 5 listopada
  - Ludmiła Jakubczak, polska piosenkarka (ur. 1939)
  - Lubomir Szopiński, polski dyrygent, wiolonczelista i kompozytor (ur. 1913)
- 14 listopada – Fritz Stein, niemiecki muzykolog, dyrygent i organista (ur. 1879)
- 22 listopada – Ninon Vallin, francuska śpiewaczka operowa (sopran) (ur. 1886)
- 30 listopada – Stanisław Kazuro, polski kompozytor, dyrygent i pedagog, małżonek Margerity Trombini-Kazuro (ur. 1881)
- 5 grudnia – Grigorij Ginzburg, rosyjski pianista i pedagog muzyczny; laureat IV nagrody na I Międzynarodowym Konkursie Pianistycznym im. Fryderyka Chopina (ur. 1904)

## Albumy
- polskie
  - Rendez-vous z Violettą Villas – Violetta Villas

- zagraniczne
  - All the Way – Frank Sinatra
  - Both Sides of an Evening – The Everly Brothers
  - Come Swing with Me – Frank Sinatra
  - Connie at the Copa – Connie Francis
  - Emotions – Brenda Lee
  - Explorations – Bill Evans Trio
  - Free Jazz: A Collective Improvisation – Ornette Coleman
  - Garde-Moi la Dernière Danse – Dalida
  - Goin’ Places – The Kingston Trio
  - Joan Baez, Vol. 2 – Joan Baez
  - King of the Delta Blues Singers – Robert Johnson
  - Loin de Moi – Dalida
  - Lonely and Blue – Roy Orbison
  - Ring-A-Ding Ding – Frank Sinatra
  - Roy Orbison at the Rock House – Roy Orbison
  - A Scottish Soldier – Andy Stewart
  - Sinatra’s Swingin’ Session – Frank Sinatra
  - Sinatra Swings – Frank Sinatra
  - Sunday at the Village Vanguard – Bill Evans Trio
  - This Is Our Music – Ornette Coleman
  - 101 Gang Songs – Bing Crosby
  - El Señor Bing – Bing Crosby
  - My Golden Favorites – Bing Crosby
  - Rick Is 21 – Ricky Nelson
  - For the Young at Heart – Perry Como
  - Sing to Me, Mr. C – Perry Como

## Film muzyczny
- West Side Story (adaptacja musicalu)
- Follow That Dream – (Elvis Presley)
- Wild in the Country – (Elvis Presley)

## Nagrody
- Konkurs Piosenki Eurowizji 1961
  - „Nous, les amoureux”, Jean-Claude Pascal